# Campeonato Pan Continental de Curling Masculino de 2023
El II Campeonato Pan Continental de Curling Masculino se celebró en Kelowna (Canadá) entre el 29 de octubre y el 4 de noviembre de 2023 bajo la organización de la Federación Mundial de Curling (WCF) y la Federación Canadiense de Curling.
Las competiciones se realizaron en el Kelowna Curling Club de la ciudad canadiense.

## Tabla de posiciones
| Pos | Equipo         | G | P | G–P |
| --- | -------------- | - | - | --- |
| 1   | Canadá         | 6 | 1 | 1–0 |
| 2   | Japón          | 6 | 1 | 0–1 |
| 3   | Corea del Sur  | 5 | 2 | –   |
| 4   | Estados Unidos | 4 | 3 | 1–0 |
| 5   | Nueva Zelanda  | 4 | 3 | 0–1 |
| 6   | Australia      | 2 | 5 | –   |
| 7   | China Taipéi   | 1 | 6 | –   |
| 8   | Guyana         | 0 | 7 | –   |

## Fase final
|  | Semifinales    | Semifinales   |   |                | Final        | Final |  |
|  |                |               |   |                |              |       |  |
|  |                |               |   |                |              |       |  |
|  | Canadá         | 8             |   |                |              |       |  |
|  | Estados Unidos | 3             |   |                |              |       |  |
|  |                |               |   |                |              |       |  |
|  |                |               |   |                |              |       |  |
|  |                |               |   |                | Canadá       | 8     |  |
|  |                | Corea del Sur | 3 |                |              |       |  |
|  |                |               |   |                |              |       |  |
|  |                |               |   |                |              |       |  |
|  |                |               |   |                | Tercer lugar |       |  |
|  |                |               |   |                |              |       |  |
|  | Japón          | 7             |   | Estados Unidos | 6            |       |  |
|  | Corea del Sur  | 8             |   |                | Japón        | 9     |  |

## Medallistas
| Evento | Oro                                                                               | Plata                                                                               | Bronce                                                                               |
| ------ | --------------------------------------------------------------------------------- | ----------------------------------------------------------------------------------- | ------------------------------------------------------------------------------------ |
| Equipo | Canadá · Bradley Gushue · Mark Nichols · Eric Harnden · Geoff Walker · Jim Cotter | Corea del Sur Park Jong-Duk Jeong Yeong-Seok Oh Seung-hoon Seong Ji-Hoon Lee Ki-Bok | Japón Riku Yanagisawa Tsuyoshi Yamaguchi Takeru Yamamoto Satoshi Koizumi Shingo Usui |